# Creugas cinnamius
Creugas cinnamius is een spinnensoort uit de familie van de loopspinnen (Corinnidae).
De wetenschappelijke naam van de soort werd in 1888 gepubliceerd door Eugène Simon.